# Armada
|  | Per a altres significats, vegeu «Armada (desambiguació)». |

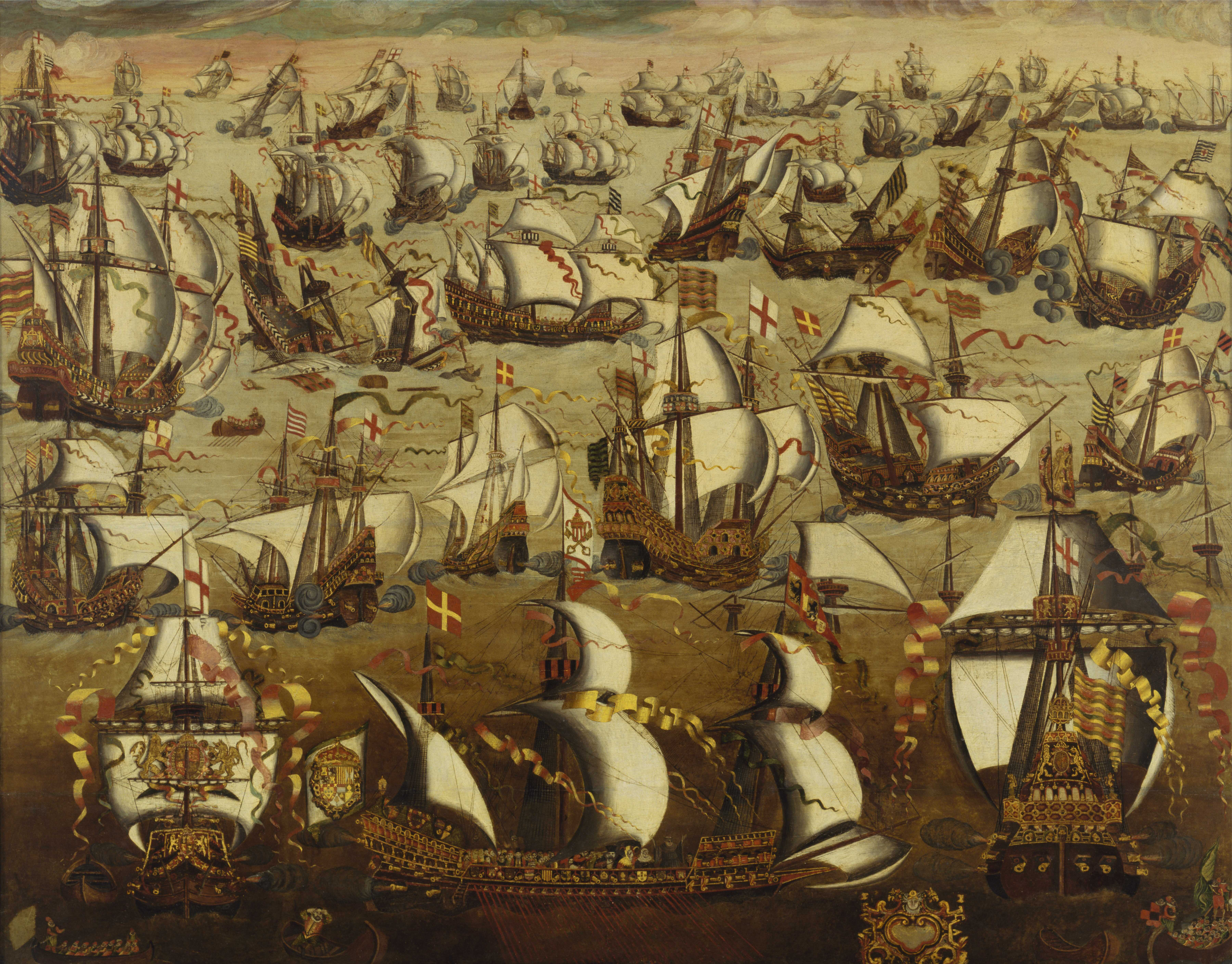
Vaixells anglesos i de l’Armada de Felip II lluitant (1580).

La marina de guerra o armada és la marina militar o flota d'un país, és a dir, aquella branca de les forces armades que desenvolupa la seva activitat en el medi aquàtic, habitualment el mar, però també en llacs i rius. No s'ha de confondre amb la marina mercant.
El català marina de guerra o armada equival a l'espanyol armada; al francès Marine de guerre i Marine militaire; a l'italià Marina militare; al portuguès Armada (per bé que la de Portugal rep oficialment el nom de Marinha Portuguesa des del 1982, i la del Brasil és Marinha do Brasil d'ençà de la instauració de la república); al romanès Marină militară o Marină de Război; a l'anglès Navy; a l'alemany Kriegsmarine o Flotte; al rus военно-морской флот (voienno-morskoi flot) o simplement флот (flot); etc., etc. Llevat de casos específics, «armada» s'usa també per a traduir els noms d'armades no romàniques; per exemple, la Royal Navy es coneix tradicionalment en català com a «armada britànica». El terme armada també pot designar l'exèrcit.
L'Armada actua en vaixells de tipus divers, que actualment són portaavions, cuirassats, creuers, destructors, fragates, corbetes i dragamines, i també submarins.
Els uniformes de l'Armada, tant els de l'oficialitat com els de la marineria, són d'estil característic, prou diferents dels propis dels exèrcits de terra, però, alhora, força similars d'armada en armada, i amb variació relativament escassa al llarg del temps.
Les armades acostumen d'usar un sistema de graus (i divises) propi, que, pel que fa als oficials, és força diferent del de l'exèrcit i de la força aèria. Per exemple, el grau més alt hi acostuma d'ésser el d'almirall, que pot equivaler a mariscal o a tinent general; el capità de fragata i el tinent de vaixell tenen el mateix rang, respectivament, que el tinent coronel i el capità de l'Exèrcit i la Força Aèria. A l'Armada, els estudiants per a oficial s'anomenen cadets o guardiamarines, i els aprenents grumets. Així mateix és típic de les armades dur les divises sobre pales en comptes de muscleres; i és força habitual que els galons de bocamàniga tinguin terminació en nus.

## Logística naval[4]
Des del punt de vista tradicional, una armada naval consta de vaixells i de tripulacions, i d’una xarxa d’infraestructures i forces auxiliars.
Els vaixells, descomptant captures prèvies i adquisicions a constructors estrangers, han de ser construïts al país. Això implica un espai per a la construcció (drassana o similar), magatzems per a materials, una gernació d’artesans constructors i un sistema eficient d’organització i pagaments.
A partir d’un estol de vaixells, cal tenir en compte que cal mantenir-los en estat de servei, amb les reparacions que necessitin.
Hi ha tres situacions per a una nau de guerra (en estat de guerra o de pau):
- estada en un port (o similar) amic o aliat
- navegant per maniobres o entrenaments
- navegant en un servei de guerra

Les tres situacions exigeixen necessitats diferents de tripulació, aigua, queviures, armament, etc...

## Armades històriques
Una aproximació als estols de guerra i la seva evolució al llarg del temps, presentant alguns casos concrets, podria ajudar a la comprensió del tema general.

### Civilització minoica
Algunes obres parlen del poder naval minoic i de la primera talassocràcia de la civilització occidental. El cert és que no hi ha gaires dades, ni quantitatives ni qualitatives, sobre les armades minoiques. Pel que fa als tipus de vaixells poden ser representatius els que figuren als frescos d’Acrotiri. Vaixells de guerra, mercants i de celebració, segons la referència adjunta.

### Batalla naval de les Arginuses
L’any 406 aC s'enfrontaren l’estol atenenc, amb 155 vaixells, i l’estol espartà, amb 120 vaixells. La victòria fou de l’armada d’Atenes. Els vaixells principals eren «trieres», trirrems gregues.
Altres batalles navals de la guerra del Peloponnès permeten consultar el nombre dels vaixells, els comandants de les armades i altres detalls.

### República RomanaiImperi Romà
La primera armada naval fou construïda per Gai Duïl·li. Aquest va ser elegit cònsol l'any 260 aC juntament amb Gneu Corneli Escipió Asina. En aquell any els cartaginesos assolaven les costes d'Itàlia i, contra els seus atacs, els romans no podien fer res, atès que no disposaven de naus. Va construir, llavors, una flota d'un centenar de quinquerrems i unes vint trirrems, prenent per model un vaixell cartaginès que havia romàs varat a la costa. La quantitat de vaixells construïts varia segons els autors: Orosi diu que van ser 130 vaixells, i Florus parla de 160. Segons Joan Zonaràs i Aureli Víctor, s'haurien construït en solament seixanta dies. El comandament es va atorgar a Gai Duïl·li o, segons Polibi, al seu col·lega Escipió Asina. Polibi diu que Escipió va anar cap a Messana amb 17 naus i després es va desviar cap a Lípara, on va ser fet presoner pels cartaginesos. La resta de la flota va anar a Sicília, on li va sortir al pas Hanníbal Giscó, l'almirall cartaginès, amb cinquanta vaixells, però fou derrotat i es va haver d'escapar després de perdre molts vaixells. Va ser en aquell moment, segons Polibi, que el comandament de la flota es va donar a Duïl·li, que fins llavors tenia el comandament a terra.
Duïl·li es va assabentar que els cartaginesos estaven atacant la zona de Miles, a Sicília, i es va dirigir allí, on es va trobar amb la flota cartaginesa de cinquanta vaixells (Diodor de Sicília diu 200). Així, es va entaular la batalla de Miles, que va acabar amb una gran victòria romana. En el primer atac els cartaginesos van perdre trenta naus, i en el segon, cinquanta, i Hanníbal es va escapar amb dificultat en una barca. Segons Eutropi i Orosi, la pèrdua de naus cartagineses no va ser tan gran com diu Polibi.

### Imperi Romà d'Orient
- c.900. Tactica de Lleó VI el Filòsof.[7]
  - Text grec i traducció llatina.[8]
  - Traducció francesa.[9]
  - Traducció italiana (manca el capítol XIX però hi ha els comentaris corresponents).[10]

| «                                                          | Institució XIX: ...Us explicaré, en poques paraules, el que he après sobre el regiment de les trirrems, actualment anomenades dromons...Cada dromó serà allargat, amb una mànega proporcional a l'eslora, i amb dues fileres de rems: una més baixa i l'altra per damunt...A cada filera hi haurà 25 bancs...100 remers en total...Hi pot haver dromons més grans, de 200 remers o més...També hi haurà bastiments més petits, amb una filera de rems per banda, anomenats galiotes, que seràn molt veloces... La vostra galera (la de l'emperador o cap de l'estol), com a veritable cap de tota l'armada, s'ha de distingir de les altres per la grandesa, la força i la qualitat de les tropes embarcades. Es construirà seguint el model dels pàmfils... | » |
| — Tàctica. Institució XIX. Naumàquica. Lleó VI el Filòsof. | |   |

- c.950. A l’obra Sobre l'administració de l'imperi, de Constantí VII Porfirogènit, es parla d’un estol imperial format per seixanta dromons.[12]

### Marina veneciana
La República de Venècia va disposar d’una marina de guerra, important i efectiva, durant segles. El seu sistema de drassanes, l'Arsenal de Venècia, fou un exemple d’organització i producció.
Un exemple a continuació.
- 1298. Després de la batalla de Curzola, guanyada pels genovesos, els venecians s'havien de rearmar. Compraren moltes ballestes als catalans i llogaren vuit ballesters catalans per a ensenyar els joves venecians.[15]
  - La frase d'un historiador és prou clara: “Com que Venècia necessitava ballestes, en va comprar moltes a Catalunya, on en fabricaven millor que a cap altre lloc”. Cal considerar que no en podien comprar a Gènova, que era enemiga, i que tenia un nivell semblant al de Catalunya pel que fa a ballestes i ballesters.
- La batalla de Curzola va enfrontar un estol genovès (78 vaixells entre galeres, galiotes i fustes) i un estol venecià (95 vaixells entre galeres, galiotes i fustes).[16]

### Marina de guerra de laRepública de Gènova
L’armada de Gènova tingué una gran importància a tota la Mediterrània. Alguns fets destacables foren els següents:
- Batalla de Meloria 1284
- Batalla del Bòsfor 1352
- Batalla de la Foç Pisana 1421
- Batalla naval de Ponça (1435)

### Marina de guerra catalana
Hi ha molts detalls a considerar, tractats en l'article corresponenent.

#### Ramon Berenguer el Gran(1116)
Segons una biografia del bisbe Oleguer de Barcelona, Ramon Berenguer el Gran va viatjar a Roma amb un gran estol fent escales a Gènova i Pisa, signant tractats diplomàtics.
| « | ... Construïren naus, vaixells magnífics tripulats per una multitud de mariners i remers de Barcelona. El comte Ramon hi va embarcar amb nobles religiosos i guerrers del seu comtat. Feren vela i anaren cap al Roïne. Embarcaren els bisbes de Frejús, Niça i Antibes. S'adreçaren a Gènova on foren rebuts amb honors. El comte va demanar ajuda contra els infidels i els genovesos la prometeren. Després anà a Pisa... | » |

## Armades actuals
Les marines de guerra del segle 21 segueixen desenvolupant les tasques tradicionals de defensa, patrullant les àrees d’interès amb vaixells armats i una capacitat ofensiva important. A continuació s'ofereix una llista de les armades més importants del món, per ordre d’importància (segons les fonts consultades).
Hi ha una publicació, anomenada Janes Fighting Ships, que indica anualment l’estat de les forces navals arreu del món.
- Marina dels Estats Units d'Amèrica
- Armada de l'Exèrcit Popular d'Alliberament
- Armada de Rússia
- Armada d’Indonèsia
- Armada de l'Exèrcit Popular de Corea
- Marina de guerra del Japó
- Armada Índia
- Marina francesa
- Royal Navy
- Marina turca
- Marina Militare
- Armada de la República de la Xina
- Armada d'Egipte
- Armada de la República de Corea
- Armada Nacional d’Algèria
- Armada de Bangladesh
- Armada Espanyola